# WTA Tour 2002
Die WTA Tour 2002 (offiziell: Sanex WTA Tour 2002) war der 32. Jahrgang der Damentennis-Turnierserie, die von der Women’s Tennis Association ausgetragen wird.
Die Teamwettbewerbe Hopman Cup und Fed Cup sind nicht Bestandteil der WTA Tour. Hier werden sie aufgeführt, da die Spitzenspielerinnen diese Turniere in der Regel spielen.

## Turnierplan
| Kategorie          |
| ------------------ |
| Grand Slam         |
| Tour Championships |
| Tier I             |
| Tier II            |
| Tier III           |
| Tier IV & V        |

| Sonstige   |
| ---------- |
| Hopman Cup |
| Fed Cup    |

### Erklärungen
Die Zeichenfolge von z. B. 128E/96Q/64D/32Q/32M hat folgende Bedeutung:

128E = 128 Spielerinnen spielen im Einzel

96Q = 96 Spielerinnen spielen die Qualifikation

64D = 64 Paarungen spielen im Doppel

32Q = 32 Paarungen spielen die Qualifikation

32M = 32 Paarungen spielen im Mixed

### Januar
| Datum 1 | Turnier | Sieger(in)                            | Finalgegner(in)                            | Ergebnis       |
| ------- | --- | ------------------------------------- | ------------------------------------------ | -------------- |
| 31.12.  | Hopman Cup Perth, Australien ITF – 1.000.000 $ Hartplatz                                                    | Arantxa Sánchez Vicario Tommy Robredo | Monica Seles Jan-Michael Gambill           | 2:1            |
| 31.12.  | Thalgo Australian Women’s Hardcourts Gold Coast, Australien Tier III – 170.000 $ Hartplatz – 30E/32Q/16D/4Q | Venus Williams                        | Justine Henin                              | 7:5, 6:2       |
| 31.12.  | Thalgo Australian Women’s Hardcourts Gold Coast, Australien Tier III – 170.000 $ Hartplatz – 30E/32Q/16D/4Q | Justine Henin Meghann Shaughnessy     | Miriam Oremans Åsa Carlsson                | 6:1, 7:66      |
| 31.12.  | ASB Bank Classic Auckland, Neuseeland Tier IV – 140.000 $ Hartplatz – 32E/32Q/16D/4Q                        | Anna Smaschnowa                       | Tatjana Panowa                             | 6:2, 6:2       |
| 31.12.  | ASB Bank Classic Auckland, Neuseeland Tier IV – 140.000 $ Hartplatz – 32E/32Q/16D/4Q                        | Nicole Arendt Liezel Huber            | Květa Hrdličková Henrieta Nagyová          | 7:5, 6:4       |
| 07.01.  | adidas International Sydney, Australien Tier II – 585.000 $ Hartplatz – 28E/32Q/16D/4Q                      | Martina Hingis                        | Meghann Shaughnessy                        | 6:2, 6:3       |
| 07.01.  | adidas International Sydney, Australien Tier II – 585.000 $ Hartplatz – 28E/32Q/16D/4Q                      | Lisa Raymond Rennae Stubbs            | Martina Hingis Anna Kurnikowa              | kampflos       |
| 07.01.  | ANZ Tasmanian International Hobart, Australien Tier V – 110.000 Hartplatz – 32E/32Q/16D/2Q                  | Martina Suchá                         | Anabel Medina Garrigues                    | 7:67, 6:1      |
| 07.01.  | ANZ Tasmanian International Hobart, Australien Tier V – 110.000 Hartplatz – 32E/32Q/16D/2Q                  | Tathiana Garbin Rita Grande           | Catherine Barclay Christina Wheeler        | 6:2, 7:63      |
| 07.01.  | Canberra Women’s Classic Canberra, Australien Tier V – 110.000 Hartplatz – 32E/32Q/16D/4Q                   | Anna Smaschnowa                       | Tamarine Tanasugarn                        | 7:5, 7:62      |
| 07.01.  | Canberra Women’s Classic Canberra, Australien Tier V – 110.000 Hartplatz – 32E/32Q/16D/4Q                   | Nannie De Villiers Irina Seljutina    | Samantha Reeves Adriana Serra Zanetti      | 6:2, 6:3       |
| 14.01.  | Australian Open Melbourne, Australien Grand Slam – 3.942.915 $ Hartplatz – 128E/96Q/64D/32M                 | Jennifer Capriati                     | Martina Hingis                             | 4:6, 7:67, 6:2 |
| 14.01.  | Australian Open Melbourne, Australien Grand Slam – 3.942.915 $ Hartplatz – 128E/96Q/64D/32M                 | Martina Hingis Anna Kurnikowa         | Daniela Hantuchová Arantxa Sánchez Vicario | 6:2, 6:74, 6:1 |
| 14.01.  | Australian Open Melbourne, Australien Grand Slam – 3.942.915 $ Hartplatz – 128E/96Q/64D/32M                 | Daniela Hantuchová Kevin Ullyett      | Paola Suárez Gastón Etlis                  | 6:3, 6:2       |
| 28.02.  | Toray Pan Pacific Open (Halle) Tokio, Japan Tier I – 1.224.000 $ Teppich – 28E/32Q/16D/4Q                   | Martina Hingis                        | Monica Seles                               | 7:66, 4:6, 6:3 |
| 28.02.  | Toray Pan Pacific Open (Halle) Tokio, Japan Tier I – 1.224.000 $ Teppich – 28E/32Q/16D/4Q                   | Lisa Raymond Rennae Stubbs            | Els Callens Roberta Vinci                  | 6:1, 6:1       |

### Februar
| Datum 1 | Turnier | Sieger                                   | Finalgegner                        | Ergebnis       |
| ------- | --- | ---------------------------------------- | ---------------------------------- | -------------- |
| 04.02.  | Open Gaz de France (Halle) Paris, Frankreich Tier II – 585.000 $ Teppich – 28E/32Q/16D/3Q                       | Venus Williams                           | Jelena Dokić                       | kampflos       |
| 04.02.  | Open Gaz de France (Halle) Paris, Frankreich Tier II – 585.000 $ Teppich – 28E/32Q/16D/3Q                       | Nathalie Dechy Meilen Tu                 | Jelena Dementjewa Janette Husárová | kampflos       |
| 11.02.  | Proximus Diamond Games (Halle) Antwerpen, Belgien Tier II- 585.000 $ Teppich – 28E/32Q/14D                      | Venus Williams                           | Justine Henin                      | 6:3, 5:7, 6:3  |
| 11.02.  | Proximus Diamond Games (Halle) Antwerpen, Belgien Tier II- 585.000 $ Teppich – 28E/32Q/14D                      | Magdalena Maleewa Patty Schnyder         | Nathalie Dechy Meilen Tu           | 6:3, 6:73, 6:3 |
| 11.02.  | Qatar TotalFinaElf Open Doha, Katar Tier III – 170.000 $ Hartplatz – 30E/32Q/16D/4Q                             | Monica Seles                             | Tamarine Tanasugarn                | 7:66, 6:3      |
| 11.02.  | Qatar TotalFinaElf Open Doha, Katar Tier III – 170.000 $ Hartplatz – 30E/32Q/16D/4Q                             | Janette Husárová Arantxa Sánchez Vicario | Alexandra Fusai Caroline Vis       | 6:3, 6:3       |
| 18.02.  | Kroger St. Jude Memphis, Vereinigte Staaten Tier III – 170.000 $ Hartplatz – 30E/32Q/16D/4Q                     | Lisa Raymond                             | Alexandra Stevenson                | 4:6, 6:3, 7:69 |
| 18.02.  | Kroger St. Jude Memphis, Vereinigte Staaten Tier III – 170.000 $ Hartplatz – 30E/32Q/16D/4Q                     | Ai Sugiyama Olena Tatarkowa              | Melissa Middleton Brie Rippner     | 6:4, 2:6, 6:0  |
| 18.02.  | Dubai Duty Free Women’s Open Dubai, Vereinigte Arabische Emirate Tier II – 585.000 $ Hartplatz – 28E/32Q/16D/4Q | Amélie Mauresmo                          | Sandrine Testud                    | 6:4, 7:63      |
| 18.02.  | Dubai Duty Free Women’s Open Dubai, Vereinigte Arabische Emirate Tier II – 585.000 $ Hartplatz – 28E/32Q/16D/4Q | Barbara Rittner María Vento-Kabchi       | Sandrine Testud Roberta Vinci      | 6:3, 6:2       |
| 18.02.  | Copa Colsanitas Bogotá, Kolumbien Tier III – 170.000 $ Sandplatz (rot) – 30E/29Q/16D/4Q                         | Fabiola Zuluaga                          | Katarina Srebotnik                 | 6:1, 6:4       |
| 18.02.  | Copa Colsanitas Bogotá, Kolumbien Tier III – 170.000 $ Sandplatz (rot) – 30E/29Q/16D/4Q                         | Virginia Ruano Pascual Paola Suárez      | Tina Križan Katarina Srebotnik     | 6:2, 6:1       |
| 25.02.  | Abierto Mexicano Pegaso Acapulco, Mexiko Tier III – 170.000 $ Sandplatz (rot) – 30E/32Q/16D/4Q                  | Katarina Srebotnik                       | Paola Suárez                       | 6:71, 6:4, 6:2 |
| 25.02.  | Abierto Mexicano Pegaso Acapulco, Mexiko Tier III – 170.000 $ Sandplatz (rot) – 30E/32Q/16D/4Q                  | Virginia Ruano Pascual Paola Suárez      | Tina Križan Katarina Srebotnik     | 7:5, 6:1       |
| 25.02.  | State Farm Women’s Tennis Classic Scottsdale, Vereinigte Staaten Tier II – 585.000 $ Hartplatz – 28E/32Q/16D/4Q | Serena Williams                          | Jennifer Capriati                  | 6:2, 4:6, 6:4  |
| 25.02.  | State Farm Women’s Tennis Classic Scottsdale, Vereinigte Staaten Tier II – 585.000 $ Hartplatz – 28E/32Q/16D/4Q | Lisa Raymond Rennae Stubbs               | Cara Black Jelena Lichowzewa       | 6:3, 5:7, 7:64 |

### März
| Datum 1 | Turnier                                                                                            | Sieger                     | Finalgegner                         | Ergebnis        |
| ------- | -------------------------------------------------------------------------------------------------- | -------------------------- | ----------------------------------- | --------------- |
| 04.03.  | Pacifik Life Open Indian Wells, Vereinigte Staaten Tier I – 2.100.000 $ Hartplatz – 96E/48Q/32D/8Q | Daniela Hantuchová         | Martina Hingis                      | 6:3, 6:4        |
| 04.03.  | Pacifik Life Open Indian Wells, Vereinigte Staaten Tier I – 2.100.000 $ Hartplatz – 96E/48Q/32D/8Q | Lisa Raymond Rennae Stubbs | Jelena Dementjewa Janette Husárová  | 7:5, 6:0        |
| 18.03.  | NASDAQ-100 Open Miami, Vereinigte Staaten Tier I – 2.860.000 $ Hartplatz – 96E/48Q/32D/8Q          | Serena Williams            | Jennifer Capriati                   | 7:5, 7:64       |
| 18.03.  | NASDAQ-100 Open Miami, Vereinigte Staaten Tier I – 2.860.000 $ Hartplatz – 96E/48Q/32D/8Q          | Lisa Raymond Rennae Stubbs | Virginia Ruano Pascual Paola Suárez | 7:64, 6:74, 6:3 |

### April
| Datum 1 | Turnier | Sieger                                     | Finalgegner                                | Ergebnis       |
| ------- | --- | ------------------------------------------ | ------------------------------------------ | -------------- |
| 01.04.  | Porto Open Porto, Portugal Tier IV – 140.000 $ Sandplatz (rot) – 32E/28Q/16D/3Q                                     | Ángeles Montolio                           | Magüi Serna                                | 6:1, 2:6, 7:5  |
| 01.04.  | Porto Open Porto, Portugal Tier IV – 140.000 $ Sandplatz (rot) – 32E/28Q/16D/3Q                                     | Cara Black Irina Seljutina                 | Kristie Boogert Magüi Serna                | 7:66, 6:4      |
| 01.04.  | Sarasota Open Sarasota, Vereinigte Staaten Tier IV – 140.000 $ Sandplatz (grün) – 32E/32Q/16D/4Q                    | Jelena Dokić                               | Tatjana Panowa                             | 6:2, 6:2       |
| 01.04.  | Sarasota Open Sarasota, Vereinigte Staaten Tier IV – 140.000 $ Sandplatz (grün) – 32E/32Q/16D/4Q                    | Jelena Dokić Jelena Lichowzewa             | Els Callens Conchita Martínez              | 6:75, 6:3, 6:3 |
| 08.04.  | Bausch & Lomb Championships Amelia Island, Vereinigte Staaten Tier II – 585.000 $ Sandplatz (grün) – 56E/32Q/16D/4Q | Venus Williams                             | Justine Henin                              | 2:6, 7:5, 7:65 |
| 08.04.  | Bausch & Lomb Championships Amelia Island, Vereinigte Staaten Tier II – 585.000 $ Sandplatz (grün) – 56E/32Q/16D/4Q | Daniela Hantuchová Arantxa Sánchez Vicario | María Emilia Salerni Åsa Svensson          | 6:4, 6:2       |
| 08.04.  | Estoril Open Oeiras, Portugal Tier IV – 140.000 $ Sandplatz (rot) – 32E/32Q/16D                                     | Magüi Serna                                | Anca Barna                                 | 6:4, 6:2       |
| 08.04.  | Estoril Open Oeiras, Portugal Tier IV – 140.000 $ Sandplatz (rot) – 32E/32Q/16D                                     | Jelena Bowina Zsófia Gubacsi               | Barbara Rittner María Vento-Kabchi         | 6:3, 6:1       |
| 15.04.  | Budapest Grand Prix Budapest, Ungarn Tier V – 110.000 $ Sandplatz (rot) – 32E/32Q/16D/4Q                            | Martina Müller                             | Myriam Casanova                            | 6:2, 3:6, 6:4  |
| 15.04.  | Budapest Grand Prix Budapest, Ungarn Tier V – 110.000 $ Sandplatz (rot) – 32E/32Q/16D/4Q                            | Catherine Barclay Émilie Loit              | Jelena Bowina Zsófia Gubacsi               | 4:6, 6:3, 6:3  |
| 15.04.  | Family Circle Cup Charleston, Vereinigte Staaten Tier I – 1.224.000 $ Sandplatz – 56E/32Q/28D/4Q                    | Iva Majoli                                 | Patty Schnyder                             | 7:65, 6:4      |
| 15.04.  | Family Circle Cup Charleston, Vereinigte Staaten Tier I – 1.224.000 $ Sandplatz – 56E/32Q/28D/4Q                    | Lisa Raymond Rennae Stubbs                 | Alexandra Fusai Caroline Vis               | 6:4, 3:6, 7:64 |
| 29.04.  | Croatian Bol Ladies Open Bol, Kroatien Tier III – 170.000 $ Sandplatz (rot) – 30E/32Q/16D/4Q                        | Åsa Svensson                               | Iva Majoli                                 | 6:3, 4:6, 6:1  |
| 29.04.  | Croatian Bol Ladies Open Bol, Kroatien Tier III – 170.000 $ Sandplatz (rot) – 30E/32Q/16D/4Q                        | Tathiana Garbin Angelique Widjaja          | Jelena Bowina Henrieta Nagyová             | 7:5, 3:6, 6:4  |
| 29.04.  | Betty Barclay Cup Hamburg, Deutschland Tier II – 585.000 $ Sandplatz (rot) – 28E/32Q/16D/3Q                         | Kim Clijsters                              | Venus Williams                             | 1:6, 6:3, 6:4  |
| 29.04.  | Betty Barclay Cup Hamburg, Deutschland Tier II – 585.000 $ Sandplatz (rot) – 28E/32Q/16D/3Q                         | Martina Hingis Barbara Schett              | Daniela Hantuchová Arantxa Sánchez Vicario | 6:1, 6:1       |

### Mai
| Datum 1 | Turnier                                                                                                  | Sieger(in)                           | Finalgegner(in)                                   | Ergebnis       |
| ------- | --- | ------------------------------------ | ------------------------------------------------- | -------------- |
| 06.05.  | J&S Cup Warschau, Polen Tier III – 170.000 $ Sandplatz (rot) – 32E/32Q/16D/4Q                            | Jelena Bowina                        | Henrieta Nagyová                                  | 6:3, 6:1       |
| 06.05.  | J&S Cup Warschau, Polen Tier III – 170.000 $ Sandplatz (rot) – 32E/32Q/16D/4Q                            | Jelena Kostanić Henrieta Nagyová     | Jewgenija Kulikowskaja Silvija Talaja             | 6:1, 6:1       |
| 06.05.  | Eurocard German Open Berlin, Deutschland Tier I – 1.224.000 $ Sandplatz (rot) – 56E/32Q/28D/4Q           | Justine Henin                        | Serena Williams                                   | 6:2, 1:6, 7:65 |
| 06.05.  | Eurocard German Open Berlin, Deutschland Tier I – 1.224.000 $ Sandplatz (rot) – 56E/32Q/28D/4Q           | Jelena Dementjewa Janette Husárová   | Daniela Hantuchová Arantxa Sánchez Vicario        | 0:6, 7:63, 6:2 |
| 13.05.  | Tennis Masters Roma Rom, Italien Tier I – 1.224.000 $ Sandplatz (rot) – 56E/48Q/28D/4Q                   | Serena Williams                      | Justine Henin                                     | 7:66, 6:4      |
| 13.05.  | Tennis Masters Roma Rom, Italien Tier I – 1.224.000 $ Sandplatz (rot) – 56E/48Q/28D/4Q                   | Virginia Ruano Pascual Paola Suárez  | Conchita Martínez Patricia Tarabini               | 6:3, 6:4       |
| 20.05.  | Internationaux de Strasbourg Straßburg, Frankreich Tier III – 170.000 $ Sandplatz (rot) – 30E/32Q/16D/4Q | Silvia Farina Elia                   | Jelena Dokić                                      | 6:4, 3:6, 6:3  |
| 20.05.  | Internationaux de Strasbourg Straßburg, Frankreich Tier III – 170.000 $ Sandplatz (rot) – 30E/32Q/16D/4Q | Jennifer Hopkins Jelena Kostanić     | Caroline Dhenin Maja Matevžič                     | 0:6, 6:4, 6:4  |
| 20.05.  | Open de España Madrid Madrid, Spanien Tier III – 170.000 $ Sandplatz (rot) – 30E/32Q/16D/4Q              | Monica Seles                         | Chanda Rubin                                      | 6:4, 6:2       |
| 20.05.  | Open de España Madrid Madrid, Spanien Tier III – 170.000 $ Sandplatz (rot) – 30E/32Q/16D/4Q              | Martina Navratilova Natallja Swerawa | Rossana Neffa de los Ríos Arantxa Sánchez Vicario | 6:2, 6:3       |
| 27.05.  | French Open Paris, Frankreich Grand Slam – 5.011.256 $ Sandplatz (rot) – 128E/96Q/64D/32M                | Serena Williams                      | Venus Williams                                    | 7:5, 6:3       |
| 27.05.  | French Open Paris, Frankreich Grand Slam – 5.011.256 $ Sandplatz (rot) – 128E/96Q/64D/32M                | Virginia Ruano Pascual Paola Suárez  | Lisa Raymond Rennae Stubbs                        | 6:4, 6:2       |
| 27.05.  | French Open Paris, Frankreich Grand Slam – 5.011.256 $ Sandplatz (rot) – 128E/96Q/64D/32M                | Cara Black Wayne Black               | Jelena Bowina Mark Knowles                        | 6:3, 6:3       |

### Juni
| Datum 1 | Turnier                                                                                              | Sieger(in)                           | Finalgegner(in)                       | Ergebnis        |
| ------- | --- | ------------------------------------ | ------------------------------------- | --------------- |
| 10.06.  | Tashkent Open Taschkent, Usbekistan Tier IV – 140.000 $ Hartplatz – 32E/31Q/16D/4Q                   | Marie-Gaïané Mikaelian               | Tazzjana Putschak                     | 6:4, 6:4        |
| 10.06.  | Tashkent Open Taschkent, Usbekistan Tier IV – 140.000 $ Hartplatz – 32E/31Q/16D/4Q                   | Tetjana Perebyjnis Tazzjana Putschak | Mia Buric Galina Fokina               | 7:5, 6:2        |
| 10.06.  | Wien Energie Grand Prix Wien, Österreich Tier III – 170.000 $ Sandplatz (rot) – 30E/32Q/16D/4Q       | Anna Smaschnowa                      | Iroda Toʻlaganova                     | 6:4, 6:1        |
| 10.06.  | Wien Energie Grand Prix Wien, Österreich Tier III – 170.000 $ Sandplatz (rot) – 30E/32Q/16D/4Q       | Petra Mandula Patricia Wartusch      | Barbara Schwartz Jasmin Wöhr          | 6:2, 6:4        |
| 10.06.  | DFS Classic Birmingham, Großbritannien Tier III – 170.000 $ Rasen – 56E/32Q/16D/4Q                   | Jelena Dokić                         | Anastassija Myskina                   | 6:2, 6:3        |
| 10.06.  | DFS Classic Birmingham, Großbritannien Tier III – 170.000 $ Rasen – 56E/32Q/16D/4Q                   | Shinobu Asagoe Els Callens           | Kimberly Po-Messerli Nathalie Tauziat | 6:4, 6:3        |
| 17.06.  | Britannic Asset Championships Eastbourne, Großbritannien Tier II – 585.000 $ Rasen – 28E/32Q/16D/4Q  | Chanda Rubin                         | Anastassija Myskina                   | 6:1, 6:3        |
| 17.06.  | Britannic Asset Championships Eastbourne, Großbritannien Tier II – 585.000 $ Rasen – 28E/32Q/16D/4Q  | Lisa Raymond Rennae Stubbs           | Cara Black Jelena Lichowzewa          | 6:75, 7:66, 6:2 |
| 17.06.  | Ordina Open ’s-Hertogenbosch, Niederlande Tier III – 170.000 $ Rasen – 28E/16D                       | Eleni Daniilidou                     | Jelena Dementjewa                     | 3:6, 6:2, 6:3   |
| 17.06.  | Ordina Open ’s-Hertogenbosch, Niederlande Tier III – 170.000 $ Rasen – 28E/16D                       | Catherine Barclay Martina Müller     | Bianka Lamade Magdalena Maleewa       | 6:4, 7:5        |
| 24.06.  | Wimbledon Championships London, Großbritannien Grand Slam – 5.450.958 $ Rasen – 128E/96Q/64D/16Q/64M | Serena Williams                      | Venus Williams                        | 7:64, 6:3       |
| 24.06.  | Wimbledon Championships London, Großbritannien Grand Slam – 5.450.958 $ Rasen – 128E/96Q/64D/16Q/64M | Serena Williams Venus Williams       | Virginia Ruano Pascual Paola Suárez   | 6:2, 7:5        |
| 24.06.  | Wimbledon Championships London, Großbritannien Grand Slam – 5.450.958 $ Rasen – 128E/96Q/64D/16Q/64M | Jelena Lichowzewa Mahesh Bhupathi    | Daniela Hantuchová Kevin Ullyett      | 6:2, 1:6, 6:1   |

### Juli
| Datum 1 | Turnier | Sieger                                     | Finalgegner                              | Ergebnis         |
| ------- | --- | ------------------------------------------ | ---------------------------------------- | ---------------- |
| 08.07.  | Torneo Internazionale Palermo, Italien Tier V – 110.000 $ Sandplatz (rot) – 32E/26Q/16D/4Q                                | Mariana Díaz-Oliva                         | Wera Swonarjowa                          | 6:76, 6:1, 6:3   |
| 08.07.  | Torneo Internazionale Palermo, Italien Tier V – 110.000 $ Sandplatz (rot) – 32E/26Q/16D/4Q                                | Jewgenija Kulikowskaja Ekaterina Sysoeva   | Lubomira Bacheva Angelika Roesch         | 6:4, 6:3         |
| 08.07.  | Championnats de la Communauté Française de Belgique Brüssel, Belgien Tier IV – 140.000 $ Sandplatz (rot) – 32E/29Q/16D/4Q | Myriam Casanova                            | Arantxa Sánchez Vicario                  | 4:6, 6:2, 6:1    |
| 08.07.  | Championnats de la Communauté Française de Belgique Brüssel, Belgien Tier IV – 140.000 $ Sandplatz (rot) – 32E/29Q/16D/4Q | Barbara Schwartz Jasmin Wöhr               | Tathiana Garbin Arantxa Sánchez Vicario  | 6:2, 0:6, 6:4    |
| 08.07.  | Grand Prix SAR La Princesse Lalla Meryem Casablanca, Marokko Tier V – 110.000 $ Sandplatz (rot) – 32E/32Q/16D/4Q          | Patricia Wartusch                          | Klára Koukalová                          | 5:7, 6:3, 6:3    |
| 08.07.  | Grand Prix SAR La Princesse Lalla Meryem Casablanca, Marokko Tier V – 110.000 $ Sandplatz (rot) – 32E/32Q/16D/4Q          | Petra Mandula Patricia Wartusch            | Gisela Dulko Conchita Martínez Granados  | 6:2, 6:1         |
| 22.07.  | Idea Prokom Open Sopot, Polen Tier III – 300.000 $ Sandplatz (rot) – 30E/32Q/16D/4Q                                       | Dinara Safina                              | Henrieta Nagyová                         | 6:3, 4:0 Aufgabe |
| 22.07.  | Idea Prokom Open Sopot, Polen Tier III – 300.000 $ Sandplatz (rot) – 30E/32Q/16D/4Q                                       | Swetlana Kusnezowa Arantxa Sánchez Vicario | Jewgenija Kulikowskaja Ekaterina Sysoeva | 6:2, 6:2         |
| 22.07.  | Bank of the West Classic Stanford, Vereinigte Staaten Tier II – 585.000 $ Hartplatz – 28E/26Q/16D/4Q                      | Venus Williams                             | Kim Clijsters                            | 6:3, 6:3         |
| 22.07.  | Bank of the West Classic Stanford, Vereinigte Staaten Tier II – 585.000 $ Hartplatz – 28E/26Q/16D/4Q                      | Lisa Raymond Rennae Stubbs                 | Janette Husárová Conchita Martínez       | 6:1, 6:1         |
| 29.07.  | Acura Classic San Diego, Vereinigte Staaten Tier II – 775.000 $ Hartplatz – 48E/16Q/16D/4Q                                | Venus Williams                             | Jelena Dokić                             | 6:2, 6:2         |
| 29.07.  | Acura Classic San Diego, Vereinigte Staaten Tier II – 775.000 $ Hartplatz – 48E/16Q/16D/4Q                                | Jelena Dementjewa Janette Husárová         | Daniela Hantuchová Ai Sugiyama           | 6:2, 6:4         |

### August
| Datum 1 | Turnier                                                                                                | Sieger(in)                                 | Finalgegner(in)                     | Ergebnis       |
| ------- | --- | ------------------------------------------ | ----------------------------------- | -------------- |
| 05.08.  | JPMorgan Chase Open Manhattan Beach, Vereinigte Staaten Tier II – 585.000 $ Hartplatz – 48E/16Q/16D/4Q | Chanda Rubin                               | Lindsay Davenport                   | 5:7, 7:65, 6:3 |
| 05.08.  | JPMorgan Chase Open Manhattan Beach, Vereinigte Staaten Tier II – 585.000 $ Hartplatz – 48E/16Q/16D/4Q | Kim Clijsters Jelena Dokić                 | Daniela Hantuchová Ai Sugiyama      | 6:3, 6:3       |
| 05.08.  | Nordea Nordic Light Open Espoo, Finnland Tier IV – 140.000 $ Sandplatz – 32E/32Q/16D/4Q                | Swetlana Kusnezowa                         | Denisa Chládková                    | 0:6, 6:3, 7:62 |
| 05.08.  | Nordea Nordic Light Open Espoo, Finnland Tier IV – 140.000 $ Sandplatz – 32E/32Q/16D/4Q                | Swetlana Kusnezowa Arantxa Sánchez Vicario | Eva Bes María José Martínez Sánchez | 6:3, 6:75, 6:3 |
| 12.08.  | Rogers Cup AT&T Montreal, Kanada Tier I – 1.224.000 $ Hartplatz – 56E/48Q/28D/4Q                       | Amélie Mauresmo                            | Jennifer Capriati                   | 6:4, 6:1       |
| 12.08.  | Rogers Cup AT&T Montreal, Kanada Tier I – 1.224.000 $ Hartplatz – 56E/48Q/28D/4Q                       | Virginia Ruano Paola Suárez                | Rika Fujiwara Ai Sugiyama           | 6:4, 7:64      |
| 19.08.  | Pilot Pen Tennis New Haven, Vereinigte Staaten Tier II – 585.000 $ Hartplatz – 28E/48Q/16D/4Q          | Venus Williams                             | Lindsay Davenport                   | 7:5, 6:0       |
| 19.08.  | Pilot Pen Tennis New Haven, Vereinigte Staaten Tier II – 585.000 $ Hartplatz – 28E/48Q/16D/4Q          | Daniela Hantuchová Arantxa Sánchez Vicario | Tathiana Garbin Janette Husárová    | 6:3, 1:6, 7:5  |
| 26.08.  | US Open New York, Vereinigte Staaten Grand Slam – 7.129.000 $ Hartplatz – 128E/128Q/64D/32M            | Serena Williams                            | Venus Williams                      | 6:4, 6:3       |
| 26.08.  | US Open New York, Vereinigte Staaten Grand Slam – 7.129.000 $ Hartplatz – 128E/128Q/64D/32M            | Virginia Ruano Pascual Paola Suárez        | Jelena Dementjewa Janette Husárová  | 6:2, 6:1       |
| 26.08.  | US Open New York, Vereinigte Staaten Grand Slam – 7.129.000 $ Hartplatz – 128E/128Q/64D/32M            | Lisa Raymond Mike Bryan                    | Katarina Srebotnik Bob Bryan        | 7:69, 7:61     |

### September
| Datum 1 | Turnier                                                                                              | Sieger                                     | Finalgegner                                | Ergebnis       |
| ------- | --- | ------------------------------------------ | ------------------------------------------ | -------------- |
| 09.09.  | SVW Polo Open Shanghai Schanghai, China Tier IV – 140.000 $ Hartplatz – 32E/32Q/16D/4Q               | Anna Smaschnowa                            | Anna Kurnikowa                             | 6:2, 6:3       |
| 09.09.  | SVW Polo Open Shanghai Schanghai, China Tier IV – 140.000 $ Hartplatz – 32E/32Q/16D/4Q               | Anna Kurnikowa Janet Lee                   | Rika Fujiwara Ai Sugiyama                  | 7:5, 6:3       |
| 09.09.  | Brasil Open Costa do Sauípe, Brasilien Tier II – 650.000 $ Hartplatz – 28E/32Q/16D/4Q                | Anastassija Myskina                        | Eleni Daniilidou                           | 6:3, 0:6, 6:2  |
| 09.09.  | Brasil Open Costa do Sauípe, Brasilien Tier II – 650.000 $ Hartplatz – 28E/32Q/16D/4Q                | Virginia Ruano Pascual Paola Suárez        | Émilie Loit Rossana Neffa de los Ríos      | 6:4, 6:1       |
| 09.09.  | Big Island Championships Waikoloa, Vereinigte Staaten Tier IV – 140.000 $ Hartplatz – 32E/22Q/16D/2Q | Cara Black                                 | Lisa Raymond                               | 7:61, 6:4      |
| 09.09.  | Big Island Championships Waikoloa, Vereinigte Staaten Tier IV – 140.000 $ Hartplatz – 32E/22Q/16D/2Q | Meilen Tu María Vento-Kabchi               | Nannie De Villiers Irina Seljutina         | 1:6, 6:2, 6:3  |
| 16.09.  | Challenge Bell (Halle) Québec, Kanada Tier III – 170.000 $ Teppich – 30E/22Q/16D/4Q                  | Jelena Bowina                              | Marie-Gayanay Mikaelian                    | 6:3, 6:4       |
| 16.09.  | Challenge Bell (Halle) Québec, Kanada Tier III – 170.000 $ Teppich – 30E/22Q/16D/4Q                  | Samantha Reeves Jessica Steck              | María Emilia Salerni Fabiola Zuluaga       | 4:6, 6:3, 7:5  |
| 16.09.  | Toyota Princess Cup Tokio, Japan Tier II – 585.000 $ Hartplatz – 28E/32Q/16D/4Q                      | Serena Williams                            | Kim Clijsters                              | 2:6, 6.3, 6:3  |
| 16.09.  | Toyota Princess Cup Tokio, Japan Tier II – 585.000 $ Hartplatz – 28E/32Q/16D/4Q                      | Swetlana Kusnezowa Arantxa Sánchez Vicario | Petra Mandula Patricia Wartusch            | 6:2, 6:4       |
| 23.09.  | Sparkassen Cup (Halle) Leipzig, Deutschland Tier II – 585.000 $ Teppich – 28E/28Q/16D/4Q             | Serena Williams                            | Anastassija Myskina                        | 6:3, 6:2       |
| 23.09.  | Sparkassen Cup (Halle) Leipzig, Deutschland Tier II – 585.000 $ Teppich – 28E/28Q/16D/4Q             | Alexandra Stevenson Serena Williams        | Janette Husárová Paola Suárez              | 6:3, 7:5       |
| 23.09.  | Wismilak International Bali, Indonesien Tier III – 225.000 $ Hartplatz – 30E/32Q/16D/4Q              | Swetlana Kusnezowa                         | Conchita Martínez                          | 3:6, 7:64, 7:5 |
| 23.09.  | Wismilak International Bali, Indonesien Tier III – 225.000 $ Hartplatz – 30E/32Q/16D/4Q              | Cara Black Virginia Ruano Pascual          | Swetlana Kusnezowa Arantxa Sánchez Vicario | 6:2, 6:3       |
| 30.09.  | AIG Japan Open Tokio, Japan Tier III – 170.000 $ Hartplatz – 30E/32Q/16D/4Q                          | Jill Craybas                               | Silvija Talaja                             | 2:6, 6:4, 6:4  |
| 30.09.  | AIG Japan Open Tokio, Japan Tier III – 170.000 $ Hartplatz – 30E/32Q/16D/4Q                          | Shinobu Asagoe Nana Miyagi                 | Swetlana Kusnezowa Arantxa Sánchez Vicario | 6:4, 4:6, 6:4  |
| 30.09.  | Kremlin Cup (Halle) Moskau, Russland Tier I – 1.224.000 $ Teppich – 28E/32Q/16D/4Q                   | Magdalena Maleewa                          | Lindsay Davenport                          | 5:7, 6:3, 7:64 |
| 30.09.  | Kremlin Cup (Halle) Moskau, Russland Tier I – 1.224.000 $ Teppich – 28E/32Q/16D/4Q                   | Jelena Dementjewa Janette Husárová         | Jelena Dokić Nadja Petrowa                 | 2:6, 6:3, 7:67 |

### Oktober
| Datum 1 | Turnier                                                                                                   | Sieger                         | Finalgegner                      | Ergebnis        |
| ------- | --- | ------------------------------ | -------------------------------- | --------------- |
| 07.10.  | Porsche Tennis Grand Prix (Halle) Filderstadt, Deutschland Tier II – 625.000 $ Hartplatz – 28E/32Q/16D/4Q | Kim Clijsters                  | Daniela Hantuchová               | 4:6, 6:3, 6:4   |
| 07.10.  | Porsche Tennis Grand Prix (Halle) Filderstadt, Deutschland Tier II – 625.000 $ Hartplatz – 28E/32Q/16D/4Q | Lindsay Davenport Lisa Raymond | Meghann Shaughnessy Paola Suárez | 6:2, 6:4        |
| 14.10.  | Swisscom Challenge (Halle) Zürich, Schweiz Tier I – 1.224.000 $ Hartplatz – 28E/32Q/16D/4Q                | Patty Schnyder                 | Lindsay Davenport                | 6.75, 7:68, 6:3 |
| 14.10.  | Swisscom Challenge (Halle) Zürich, Schweiz Tier I – 1.224.000 $ Hartplatz – 28E/32Q/16D/4Q                | Jelena Bowina Justine Henin    | Jelena Dokić Nadja Petrowa       | 6:2, 7:6        |
| 14.10.  | VUB Open (Halle) Bratislava, Slowakei Tier V – 110.000 $ Hartplatz – 32E/32Q/16D/3Q                       | Maja Matevžič                  | Iveta Benešová                   | 6:0, 6:1        |
| 14.10.  | VUB Open (Halle) Bratislava, Slowakei Tier V – 110.000 $ Hartplatz – 32E/32Q/16D/3Q                       | Maja Matevžič Henrieta Nagyová | Nathalie Dechy Meilen Tu         | 6:4, 6:0        |
| 21.10.  | Generali Ladies Linz (Halle) Linz, Österreich Tier II – 585.000 $ Teppich - 28E/32Q/16D/2Q                | Justine Henin                  | Alexandra Stevenson              | 6:3, 6:0        |
| 21.10.  | Generali Ladies Linz (Halle) Linz, Österreich Tier II – 585.000 $ Teppich - 28E/32Q/16D/2Q                | Jelena Dokić Nadja Petrowa     | Rika Fujiwara Ai Sugiyama        | 6:3, 6:2        |
| 21.10.  | Seat Open (Halle) Luxemburg, Luxemburg Tier III – 225.000 $ Teppich – 30E/32Q/16D/4Q                      | Kim Clijsters                  | Magdalena Maleewa                | 6:1, 6:2        |
| 21.10.  | Seat Open (Halle) Luxemburg, Luxemburg Tier III – 225.000 $ Teppich – 30E/32Q/16D/4Q                      | Kim Clijsters Janette Husárová | Květa Hrdličková Barbara Rittner | 4:6, 6:3, 7:5   |
| 28.10.  | Fed Cup Finale Gran Canaria, Spanien, Hartplatz                                                           | Slowakei                       | Spanien                          | 3:1             |

### November
| Datum 1 | Turnier                                                                                            | Sieger                             | Finalgegner                       | Ergebnis      |
| ------- | -------------------------------------------------------------------------------------------------- | ---------------------------------- | --------------------------------- | ------------- |
| 04.11.  | Volvo Women’s Open Pattaya, Thailand Tier V – 110.000 $ Hartplatz – 32E/27Q/16D/3Q                 | Angelique Widjaja                  | Cho Yoon-jeong                    | 6:2, 6:4      |
| 04.11.  | Volvo Women’s Open Pattaya, Thailand Tier V – 110.000 $ Hartplatz – 32E/27Q/16D/3Q                 | Kelly Liggan Renata Voráčová       | Lina Krasnoruzkaja Tatjana Panowa | 7:5, 7:67     |
| 04.11.  | WTA Championships (Halle) Los Angeles, Vereinigte Staaten Masters – 3.000.000 $ Hartplatz – 16E/8D | Kim Clijsters                      | Serena Williams                   | 7:5, 6:3      |
| 04.11.  | WTA Championships (Halle) Los Angeles, Vereinigte Staaten Masters – 3.000.000 $ Hartplatz – 16E/8D | Jelena Dementjewa Janette Husárová | Cara Black Jelena Lichowzewa      | 4:6, 6:4, 6:3 |